# Starszy ogniomistrz sztabowy
Starszy ogniomistrz sztabowy (st.ogn. szt.) – stopień wojskowy w wojskach rakietowych i artylerii.
W Wojsku Polskim wprowadzony w 1967 roku. Odpowiadał starszemu sierżantowi sztabowemu i  w Marynarce Wojennej starszemu bosmanowi sztabowemu.
W 2004 stopień został zniesiony, ale żołnierze awansowani na ten stopień przed tą datą, zachowują go dożywotnio.
W Siłach Zbrojnych PRL należał do grupy podoficerów starszych.

## Oznaczenia
Oznaczenie stopnia w Wojsku Polskim to dwie srebrne krokiewki i pasek na naramiennikach i otoku czapki; naramienniki obszyte matowosrebrną taśmą.